# Fillmore!-afsnit
Dette er en oversigt over afsnittene i den amerikanske tegnefilmserie Fillmore!.

## Serieoversigt
| Sæson | Sæson | Afsnit | Oprindelig sendt   | Oprindelig sendt |
| Sæson | Sæson | Afsnit | Start              | Slut             |
| ----- | ----- | ------ | ------------------ | ---------------- |
|       | 1     | 13     | 14. september 2002 | 17. maj 2003     |
|       | 2     | 13     | 20. september 2003 | 30. januar 2004  |

## Afsnit
Afsnitsnumrene i tabellerne følger med en enkelt undtagelse afsnittenes respektive første udsendelse i USA. I forhold til produktionsnumrene skete det hulter til bulter.

### Sæson 1 (2002 – 2003)
| Nr. | Titel                                                                     | Første sendedag    | Produktionskode |
| --- | ------------------------------------------------------------------------- | ------------------ | --------------- |
| 1 | "To Mar a Stall" "Tags i tonsvis"                                         | 14. september 2002 | 004             |
| Da skolens nye toiletter bliver overmalet med graffiti, får man brug for hjælp fra en ekspert til at finde synderen. Men eksperten, en isolationsdømt graffitimaler, er ikke videre samarbejdsvillig.                                                                       |                                                                           |                    |                 |
| 2 | "Test of the Tested" "Prøven over alle prøver"                            | 21. september 2002 | ?               |
| Alle besvarelserne af den kontroversielle S.A.T.T.Y. 9-prøve bliver stjålet tilsyneladende af en elev forklædt med skolens hummermaskotkostume. Ingrid synes ikke tyveriet er så slemt, men hvis besvarelserne ikke findes inden 48 timer, skal hele skolen til prøve igen. |                                                                           |                    |                 |
| 3 | "A Wurm in Our Midst" "En bogorm i vor midte"                             | 28. september 2002 | 006             |
| En vaneforbryder kommer under mistanke for at have stjålet skolebibliotekets bøger, men måske er han ikke så skyldig, som han lader. For hvorfor var en del af bøgerne oppe i et træhus, når han har åbenlys højdeskræk?                                                    |                                                                           |                    |                 |
| 4 | "Cry, the Beloved Mascot" "Ve, min elskede maskot"                        | 5. oktober 2002    | 005             |
| Skolemaskotten bliver stjålet, og rektor Folsom sætter en synsk elev til at finde den. Men den synske synes at få hjælp til sine syn. |                                                                           |                    |                 |
| 5 | "Red Robins Don't Fly" "Rødkælke uden vinger"                             | 12. oktober 2002   | ?               |
| Rødkælkene er en af skolens kriminelle bander. Ingrid infiltrerer banden, men hun lader til at nyde det lidt for meget og er måske ved at gå samme vej gale vej som Vallejos gamle makker, Rødkælkenes nuværende leder.                                                     |                                                                           |                    |                 |
| 6 | "Next Stop, Armageddon" "Næste stop, Ragnarok"                            | 2. november 2002   | ?               |
| Den årlige modeltogsudstilling bliver saboteret med en katastrofe til følge, men hvem har interesse i det? Drengen med en hemmelig lidenskab for RC-biler, pigen der var sur på ham eller måske en helt tredje lige for næsen af sikkerhedspatruljen?                       |                                                                           |                    |                 |
| 7 | "Nappers Never Sleep" "(Ingen dansk titel)"                               | 9. november 2002   | 003             |
| Verdens længstlevende virtuelle kæledyr bliver bortført, og ikke så få synes at have et motiv. Men den rette skyldige og kæledyret må findes hurtigt, hvis det ikke skal risikere at dø.                                                                                    |                                                                           |                    |                 |
| 8 | "Ingrid Third, Public Enemy #1" "Ingrid Third, samfundets fjende nr. 1"   | 16. november 2002  | 001             |
| Fillmore skriver til Wayne, der er flyttet, og fortæller om, hvordan Ingrid kom til skolen og nær var røget ud igen, da hun tog skylden for en stinkbombe. Men Fillmore overbeviste hende om at hjælpe sig med at finde den rette skyldige.                                 |                                                                           |                    |                 |
| 9 | "A Cold Day at X" "En kold dag på X"                                      | 23. november 2002  | ?               |
| En gruppe på fire elever vil stjæle en matematikprøve på en dag, hvor skolen er snelukket. Fillmore har overnattet på skolen for at beskytte prøven, men med snelukningen er han ene mod de fire, der ikke lægger skjul på deres hensigter.                                 |                                                                           |                    |                 |
| 10 | "Masterstroke of Malevolence" "En mesterlig misgerning"                   | 15. februar 2003   | 014             |
| Under en udflugt til et lokalt galleri bliver et maleri mishandlet. Forbryderen og navnlig vedkommendes pen må findes i en fart, hvis maleriet skal kunne reddes mens tid er.                                                                                               |                                                                           |                    |                 |
| 11 | "Two Wheels, Full Throttle, No Brakes" "To hjul, fuld gas, ingen bremser" | 22. februar 2003   | 013             |
| En cykeltyvebande er på spil. Fillmore og Ingrid infiltrerer den i håb om at finde den egentlige bagmand. En bagmand der ønsker ikke mindre end hundrede cykler stjålet. |                                                                           |                    |                 |
| 12 | "Of Slain Kings on Checkered Fields" "Skæbnesvanger skakturnering"        | 10. maj 2003       | 021             |
| Skolens skakhelt bliver truet, og Fillmore og Ingrid bliver sat til at være hans livvagter. Noget hverken de eller han bryder sig om. |                                                                           |                    |                 |
| 13 | "A Forgotten Yesterday" "En glemt fortid"                                 | 17. maj 2003       | 015             |
| Nogle er ude efter Fillmore, og for at finde ud hvem kontakter han sin gamle makker i det kriminelle miljø. Denne har et godt bud på den skyldige, måske lidt for godt. |                                                                           |                    |                 |

### Sæson 2 (2003–2004)
| Nr. | Titel                                                                      | Oprindelig sendedato | Produktionskode |
| --- | -------------------------------------------------------------------------- | -------------------- | --------------- |
| 14 | "The Currency of Doubt" "Tvivlens pris"                                    | 20. september 2003   | 019             |
| To dansere får deres samling af værdikuponer stjålet. Har det forbindelse til en af skolens undergrundskasinoer? Eller er der nogle i dansemiljøet, der skjuler noget? |                                                                            |                      |                 |
| 15 | "The Shreds Fell Like Snowflakes" "Strimlerne faldt som snefnug"           | 27. september 2003   | 025             |
| Da flere elevers projekter bliver revet i strimler af en uidentificeret person, bliver der brug for en profilekspert. Vallejo kender den bedste. Denne har imidlertid trukket sig tilbage efter et uheld, så spørgsmålet er om han kan han fås tilbage til aktiv tjeneste. |                                                                            |                      |                 |
| 16 | "Foes Don't Forgive" "Fjender tilgiver ikke"                               | 4. oktober 2003      | 022             |
| En robothund forsvinder under et tryllenummer. Tryllekunstneren vil ikke røbe sit trick, men beviserne mod ham tårner sig op. |                                                                            |                      |                 |
| 17 | "South of Friendship, North of Honor" "Syd for venskab, nord for ære"      | 11. oktober 2003     | 023             |
| Fillmore besøger sin gamle makker Wayne Liggett på dennes skole, hvor en kagetyv huserer. Den lokale patruljeleder synes dog ikke interesseret i at fremme undersøgelsen men snarere tværtimod til Fillmores undren.                                                       |                                                                            |                      |                 |
| 18 | "Immune to All But Justice" "Immun over for alt undtagen retfærdighed"     | 18. oktober 2003     | 024             |
| Sønnen af en canadisk diplomat mistænkes for at producere falske baseball-kort. Han har diplomatisk immunitet, men det forhindrer ikke Fillmore og Third i at undersøge sagen.                                                                                             |                                                                            |                      |                 |
| 19 | "The Nineteenth Hole Is a Shallow Grave" "Det nittende hul er en tom grav" | 1. november 2003     | 016             |
| Nogle fikser minigolfturneringerne, så Fillmore beordres undercover som spiller. Men det er modvilligt, for der er noget i fortiden, der nager ham. |                                                                            |                      |                 |
| 20 | "Links in a Chain of Honor" "Led i en fornem kæde"                         | 8. november 2003     | 026             |
| Et parti "hummerhaler" bliver stjålet, og elevrådsformanden forlanger at hans lillebror, der er ny i patruljen, sættes på sagen. Men har han de evner, der ventes af både slægten og jobbet?                                                                               |                                                                            |                      |                 |
| 21 | "The Unseen Reflection" "Den oversete refleksion"                          | 15. november 2003    | 002             |
| To fans af romanserien om vampyrastronauten Vampirita får deres fankreationer ødelagt. Er fans af en rivaliserende serie på spil? Eller vidste en anden mere end almindelig god besked?                                                                                    |                                                                            |                      |                 |
| 22 | "Code Name: Electric Haircut" "Kodenavn: Elektrisk frisure"                | 2. januar 2004       | ?               |
| En populær cheerleader forlader skolen og forsvinder samtidig på mystisk vis fra alle databaser. |                                                                            |                      |                 |
| 23 | "Play On, Maestro! Play On!" "Spil videre maestro, spil videre"            | 1. januar 2004       | 023             |
| Den nye spillemaskine Ultrabox bliver stjålet af en spiller, der konsekvent efterlader sig en kædereaktion af ødelæggelser. Men han er tilsyneladende ikke ene om sin upassende interesse for spillemaskinen.                                                              |                                                                            |                      |                 |
| 24 | "This Savior, a Snitch" "En sladrehank som redningsmand"                   | 9. januar 2004       | ?               |
| Fillmore risikerer bortvisning, efter at en statue bliver ødelagt. Fillmore er uskyldig, men eneste vidne er en frygtsom småkriminel. Fillmore og Third må finde og eskortere ham til afhøring, før den rette skyldige får fat i ham.                                      |                                                                            |                      |                 |
| 25 | "A Dark Score Evened" "En uret rettes op"                                  | 16. januar 2004      | 024             |
| Skolens mobbere får deres egen medicin at smage. Deres ofre mistænkes for at hævne sig, men de har tilsyneladende alle et alibi. Men sagen er måske mere kringlet end som så.                                                                                              |                                                                            |                      |                 |
| 26 | "Field Trip of the Just" "Udflugt fra retssindet"                          | 23. januar 2004      | 026             |
| En elev kommer under mistanke for at have forgiftet en tarantula, men han agter at bevise sin uskyld og stikker af. Fillmore tager jagten op, men en pjækkevagt kommer ivejen.                                                                                             |                                                                            |                      |                 |